# Dalstein
Dalstein (fràncic lorenès Doolschten) és un municipi francès situat al departament del Mosel·la i a la regió del Gran Est. L'any 2007 tenia 317 habitants.

## Demografia

### Població
El 2007 la població de fet de Dalstein era de 317 persones. Hi havia 109 famílies, de les quals 16 eren unipersonals (4 homes vivint sols i 12 dones vivint soles), 19 parelles sense fills, 66 parelles amb fills i 8 famílies monoparentals amb fills.
La població ha evolucionat segons el següent gràfic:
Habitants censats

### Habitatges
El 2007 hi havia 113 habitatges, 107 eren l'habitatge principal de la família i 6 estaven desocupats. 112 eren cases i 1 era un apartament. Dels 107 habitatges principals, 101 estaven ocupats pels seus propietaris, 3 estaven llogats i ocupats pels llogaters i 3 estaven cedits a títol gratuït; 3 tenien dues cambres, 2 en tenien tres, 19 en tenien quatre i 83 en tenien cinc o més. 93 habitatges disposaven pel capbaix d'una plaça de pàrquing. A 40 habitatges hi havia un automòbil i a 64 n'hi havia dos o més.

### Piràmide de població
La piràmide de població per edats i sexe el 2009 era:
| Homes | Edats   | Dones |
| ----- | ------- | ----- |
| 0     | 95 o +  | 0     |
| 0     | 90 a 94 | 0     |
| 1     | 85 a 89 | 2     |
| 1     | 80 a 84 | 1     |
| 1     | 75 a 79 | 5     |
| 3     | 70 a 74 | 3     |
| 5     | 65 a 69 | 8     |
| 1     | 60 a 64 | 3     |
| 7     | 55 a 59 | 6     |
| 11    | 50 a 54 | 8     |
| 12    | 45 a 49 | 7     |
| 4     | 40 a 44 | 10    |
| 10    | 35 a 39 | 7     |
| 6     | 30 a 34 | 8     |
| 6     | 25 a 29 | 6     |
| 12    | 20 a 24 | 9     |
| 3     | 15 a 19 | 6     |
| 8     | 10 a 14 | 12    |
| 5     | 5 a 9   | 14    |
| 6     | 0 a 4   | 6     |

## Economia
El 2007 la població en edat de treballar era de 206 persones, 145 eren actives i 61 eren inactives. De les 145 persones actives 137 estaven ocupades (73 homes i 64 dones) i 9 estaven aturades (3 homes i 6 dones). De les 61 persones inactives 14 estaven jubilades, 18 estaven estudiant i 29 estaven classificades com a «altres inactius».

### Ingressos
El 2009 a Dalstein hi havia 112 unitats fiscals que integraven 338 persones, la mediana anual d'ingressos fiscals per persona era de 17.535 €.

### Activitats econòmiques
Dels 7 establiments que hi havia el 2007, 1 era d'una empresa extractiva, 1 d'una empresa de fabricació d'altres productes industrials, 1 d'una empresa de construcció, 2 d'empreses d'hostatgeria i restauració, 1 d'una empresa immobiliària i 1 d'una empresa de serveis.
L'únic servei als particulars que hi havia el 2009 era un restaurant.
L'any 2000 a Dalstein hi havia 11 explotacions agrícoles.

## Equipaments sanitaris i escolars
El 2009 hi havia una escola elemental integrada dins d'un grup escolar amb les comunes properes formant una escola dispersa.

## Poblacions més properes
El següent diagrama mostra les poblacions més properes.